# Georgina Theodora Wood
Georgina Theodora Wood (* 8. Juni 1947 in Ghana als Georgina Theodora Lutterodt) ist eine ghanaische Richterin. Von 2007 bis 2017 war sie Oberste Richterin (Chief Justice) von Ghana.

## Ausbildung
Wood besuchte die Bishop's Girls Schol, die Methodistenschule in Dodowa und wechselte an die Mmofraturo Girls School in Kumasi (1952–1960). Danach war sie auf der Wesley Girl's High School in Cape Coast, an der sie ihre Schulbildung im Jahr 1966 beendete. Nach ihrem Schulabschluss studierte sie zunächst für sechs Monate am Ghana Police College und war als Vizesuperintendant im ghanaischen Polizeidienst für drei Jahre tätig. Wood kehrte jedoch in die Ausbildung zurück und begann an der Universität von Ghana in Legon, einem Vorort von Accra, ein Studium der Rechtswissenschaften und beendete dieses mit dem LLB (Hons.) im Jahr 1970.

## Karriere
Sie begann im Justizdienst Ghanas zu arbeiten und war als Richterin zuerst am District Magistrate, später am Circuit Court und High Court tätig, bis sie 1991 an das Berufungsgericht (Court of Appeal) berufen wurde. Wood wurde im November 2002 Richterin am Supreme Court in Accra. Im Jahr 2006, vor ihrer Berufung zum Chief Justice, stand sie dem nach ihr benannten Georgina Wood Komitee vor.
Nach dem Tod des bisherigen Obersten Richters George Kingsley Acquah stimmte das ghanaische Parlament am 1. Juni 2007 der Ernennung von Richterin Wood als Nachfolgerin zu, woraufhin sie das Amt am 15. Juni übernahm. Sie war damit die erste Frau in diesem Amt und bis zu diesem Zeitpunkt auch die hochrangigste Frau in der Geschichte Ghanas. Darüber hinaus war sie die 12. Person in diesem Amt seit der Unabhängigkeit des Landes und zudem eine der jüngsten Personen, die jemals in Ghana diesen Posten innehatten. Im Juni 2017 trat sie ihren Ruhestand an. Ihre Nachfolgerin wurde Sophia Akuffo.
Kurz nach ihrem Rückzug vom Supreme Court wurde sie Mitglied des Council of State, in welchem sie den dort vorgesehenen Platz als ehemalige Oberste Richterin einnahm.

## Ehrungen
Order of the Star of Ghana, 7. Juli 2007